# Saari-Valama
Saari-Valama är en sjö i kommunen Lieksa i landskapet Norra Karelen i Finland. Sjön ligger 141,5 meter över havet. Den är 13,2 meter djup. Arean är 1,6 kvadratkilometer och strandlinjen är 12,75 kilometer lång. Sjön  ingår i Vuoksens huvudavrinningsområde.   Den ligger omkring 120 kilometer norr om Joensuu och omkring 470 kilometer nordöst om Helsingfors. I sjön finns öarna Isosaari och Pikkusaari.